# Товкан Ярослав Ярославович
Яросла́в Яросла́вович Товкан (позивний — Циклоп; 27 листопада 1995, м. Мукачево, Україна — 3 березня 2022, м. Оріхів Україна) — український військовослужбовець, розвідник, старший солдат Збройних сил України. Кавалер ордена «За мужність» III ступеня (2022, посмертно).

## Життєпис
Ярослав Товкан народився 27 листопада 1995 року в місті Мукачево на Закарпатті.
Закінчив Мукачівську загальноосвітню школу № 13, Мукачівський юридичний та військовий ліцеї, Національну академію внутрішніх справ.
Від 2021 року проходив службу розвідником у складі 128-ї окремої гірсько-штурмової бригади. Брав участь у боях у ході російсько-української війни за Маріуполь та Запоріжжя. Загинув 3 березня 2022 року в м. Оріхові Запорізької области разом із побратимами, які повертались автомобілем із завдання, підірвався на міні, зазнавши травм, несумісних із життям.
Похований 9 березня 2022 року в родинному місті.

## Нагороди
- орден «За мужність» III ступеня (12 березня 2022, посмертно) — за особисту мужність і самовіддані дії, виявлені у захисті державного суверенітету та територіальної цілісності України, вірність військовій присязі[1].